# 달의 마그마 바다

달의 마그마 바다가 결정화되는 단면도로, 처음 생기는 감람석은 마그마보다 무거워 안쪽으로 가라앉으며, 80%가량이 결정화되면 밀도가 낮은 사장석이 형성되어 위로 떠올라 달의 원시 지각을 형성한다.

달의 마그마 바다(Lunar Magma Ocean, LMO)는 달 표면에 존재했을 것이라 추정되는, 용융된 암석의 층이다. 달의 마그마 바다는 달이 형성된 약 45억 년 전에서 그 후 몇천만에서 몇억 년가량 존재했으리라 추산된다. 달의 마그마 바다는 거대충돌로 인해 달이 급격히 형성됨으로 인한 열역학적 결과로, 달이 충돌 파편에서 강착될 때 위치 에너지가 열에너지로 전환되었고, 달이 1달에서 1년 사이 급격하게 강착되면서 열에너지가 열복사할 시간이 충분하지 않아 달 표면에 갇혔다. 마그마 바다의 이후 과정을 통해, 달의 지각이 사장질인 이유, 유로퓸 이상, KREEP 물질을 설명할 수 있다.
달의 마그마 바다는 1970년 두 연구 단체가 각각 아폴로 11호에서 채취한 사장암 파편을 분석하여 처음 제안하였다. 아폴로 계획에서 채취한, 철질 사장암은 90% 이상이 사장석으로 이루어져 있었다. 구체적으로는, 철질 사장석은 칼슘을 단원소로 가진 사장석을 포함하였다. 달의 사장암 순도가 높고 사장암의 녹는점은 높은 편이라는 점에서, 과거에 달의 상층부가 용융 상태였음을 알 수 있다.

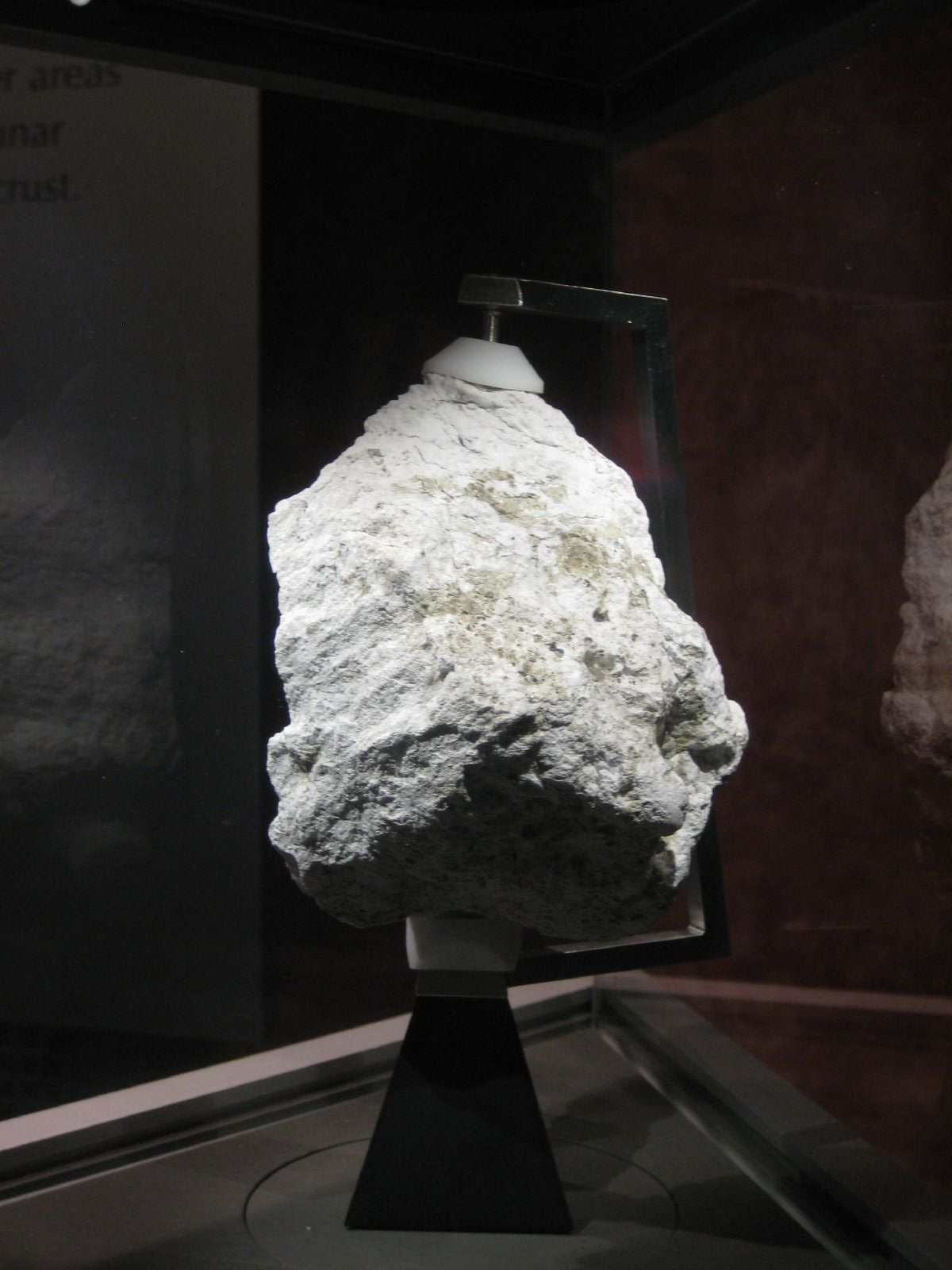
아폴로 16호가 채취한 철질 사장암 표본(표본 60025).

## 초기 상태

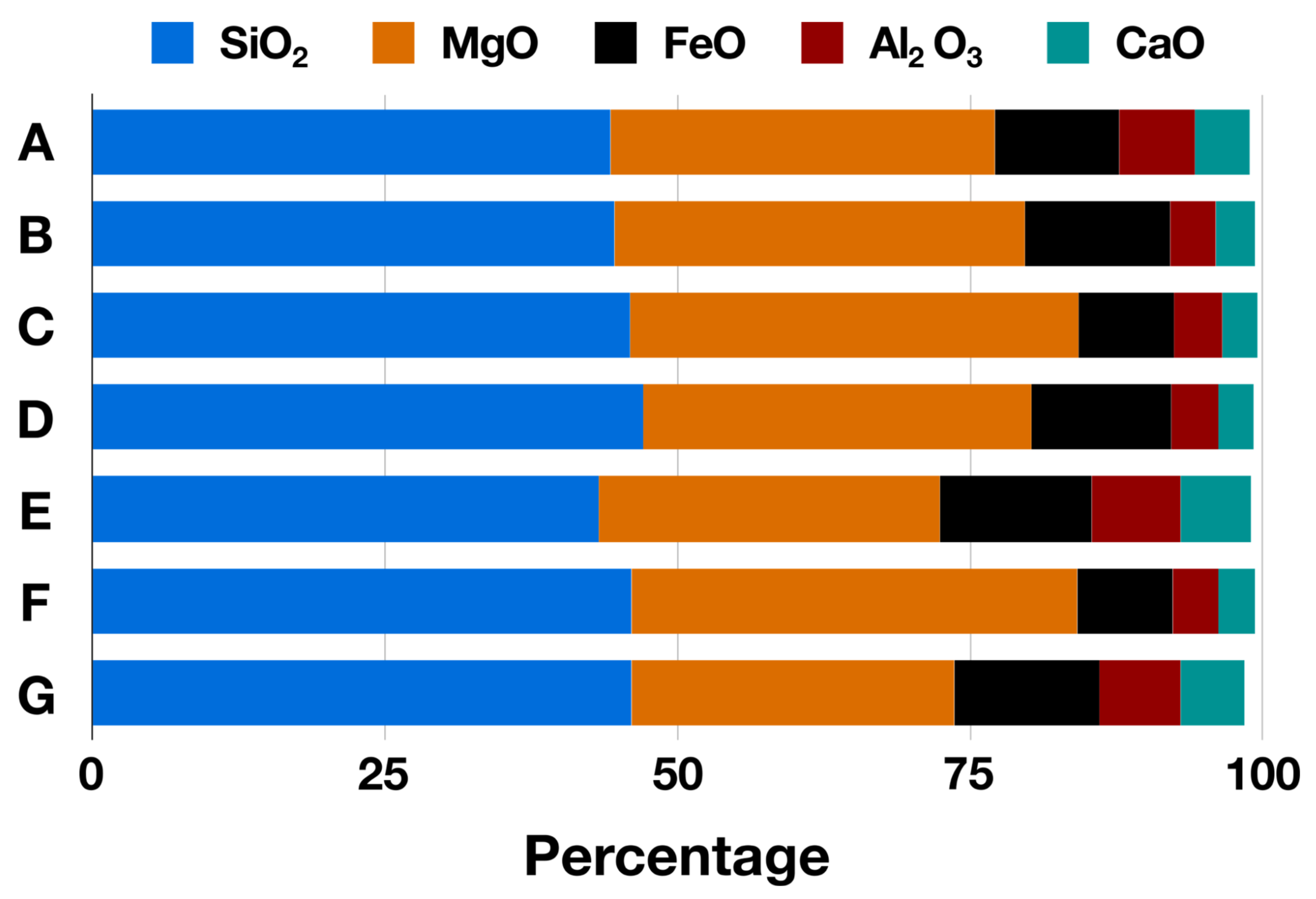
중량 백분율로 나타낸, 달의 마그마 바다의 화학적 구성에 대해 발표된 7개 추정치(A~G). TiO_{2}나 Cr_{2}O_{3} 등 경미한 원소는 나타내지 않았다. [A] [B] [C] [D] [E] [F] [G]

달의 마그마 바다의 초기 상태를 결정하기 위해서는 3개 인자, 화학적 조성, 깊이, 온도가 중요한 영향을 끼치는데, 이 세 인자로서 열역학적 진화 과정이 결정되기 때문이다. 달의 마그마 바다에 대해서는 불확실성이 있지만, 보통 사용하는 수치는 47.1% SiO2, 33.1% MgO, 12.0% FeO, 4.0% Al2O3, 3.0% CaO에 초기 깊이 1000 km, 온도 1900 K이다.

### 초기 화학 조성과 깊이
달의 마그마 바다의 초기 화학 조성은 달 표본의 성분과, 현재 달 지각의 성분 및 두께에서 결정할 수 있다. 컴퓨터 모델링에서는 화학 조성을 기본 분자 SiO2, MgO, FeO, Al2O3, CaO의 중량 백분율로 정의하며, 조성 자체는 지구의 맨틀과 유사하며, 내화물질의 구성비가 큰 증대가 일어나지 않는다는 차이가 있다.)
초기 깊이 추정은 100 km부터 달의 반지름 전체까지 다양하다.

## 결정화 단계
광물이 결정화되는 구체적인 순서는 마그마 바다의 초기 상태에 기인한다. 보언의 반응 계열을 따르면, 감람석과 휘석이 제일 먼저 결정화된다. 이 광물은 주변 마그마보다 밀도가 높아 아래로 침강하게 되어, 마그마 바다는 바닥부터 굳는 것으로 보이게 된다. 마그마 바다가 80%가량 결정화되면, 사장석이 다른 광물과 함께 결정화되고, 사장석이 주를 이루는 사장암은 위로 떠올라 달의 원시 지각을 형성한다.

## 기간
달의 마그마 바다는 달의 형성 이후 몇천만에서 몇억 년가량 존재했을 것으로 보인다. 달의 형성 시기는, 태양계의 형성 시기로 추정되는 칼슘-알루미늄 포유물의 형성 이후 5200만 ~ 1억 5200만 년 사이로 추정되며, 마그마 바다의 정확한 형성 시기는 따라서 불명이다. 반면 마그마 바다가 사라진 시기는 철질 사장암 표본 60025(43억 6000만±300만)와 KREEP의 추정 연도(43억 6800만±2900만)로서 비교적 정확히 추산할 수 있는데, 만약 달이 일찍, 태양계 형성 후 5200만 년 후에 형성되었다면 표본과 KREEP 연도를 마그마 바다가 완전히 결정화된 시점으로 보아, 마그마 바다의 지속 기간은 1억 5500만 년이 된다. 이 경우 컴퓨터 모형에서는 조석 가열 등 어떠한 가열원이 있어 마그마 바다의 결정화를 지연시켜야 한다는 결과가 나온다. 만약 달이 늦게, 1억 5200만 년 즈음 형성되었다면, 표본과 KREEP 연도를 통해 5500만 년 동안 존재했다는 결과가 나오며, 마그마 바다를 가열한 열원이 없었다는 뜻이 된다.

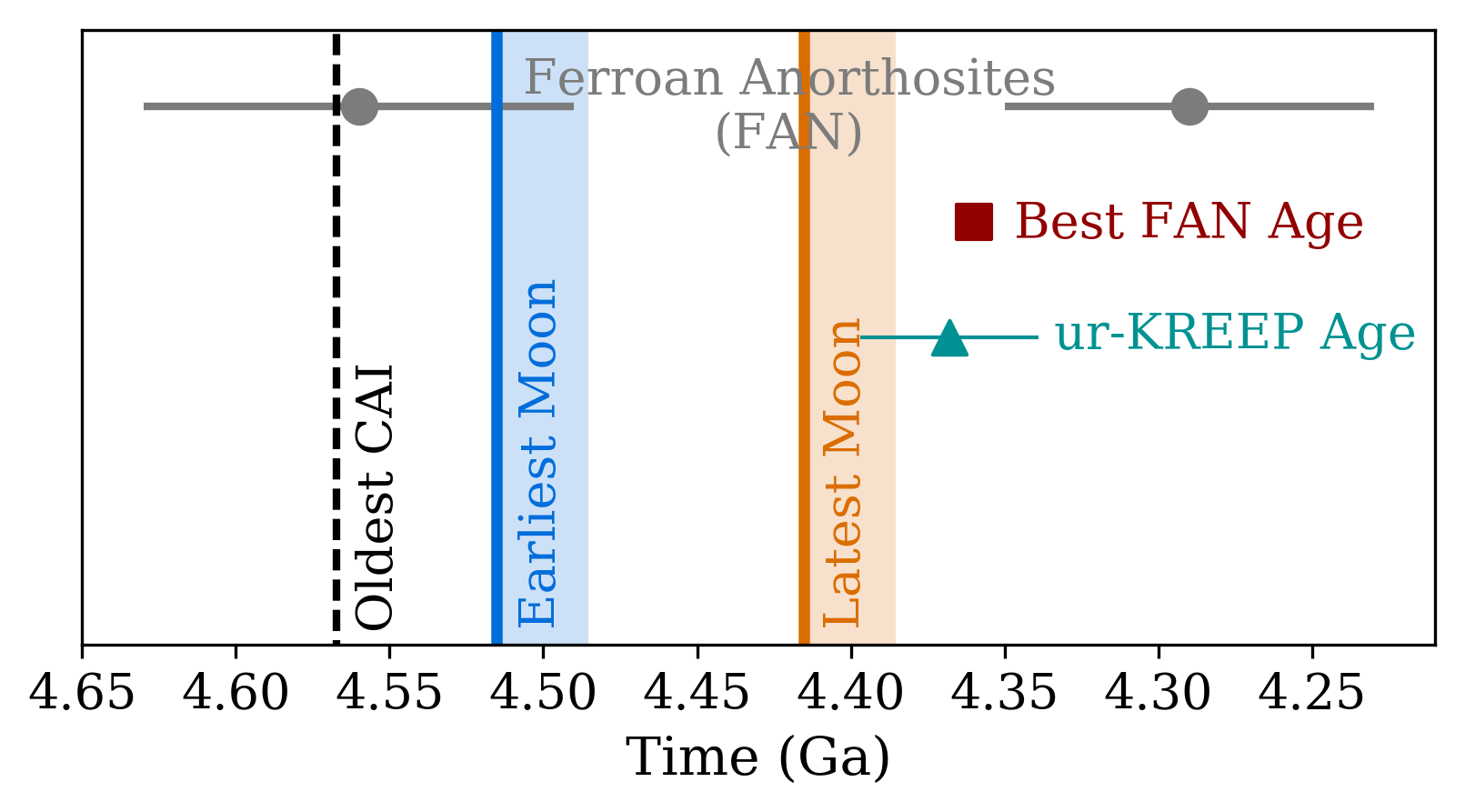
가장 신뢰도가 높은 철질 사장암 표본의 나이는 빨간 사각형으로(오차 막대의 크기가 사각형보다 작다), 최초 KREEP 형성층의 나이는 청록색 삼각형으로 표시되어 있다. 가장 오래 전과 가장 최근의 철질 감람암 표본값은 회색 동그라미로 나타나 있다.

과거에는 철질 감람암 간 나이 차이를 통해 마그마 바다의 지속 기간을 측정하려 하였으나, 표본 나이의 오차가 너무 크고, 충돌이 일어나면 표본의 나이가 바뀐다는 점으로 인한 문제가 있다. 가장 오래 된 철질 감람암 표본은 67016으로 45억 6000만±7000만 년이고, 가장 최근은 62236으로 42억 9000만±600만 년으로, 둘 사이의 차이는 2700만 년으로 이 수치에 따르면 위와 마찬가지로 다른 가열원이 있어야 한다.

## 반론
마그마 바다 이론에 대한 대표적인 대안은 단계적 마그마화 이론이다.